# روبرت ر. بيشوب
روبرت ر. بيشوب (بالإنجليزية: Robert R. Bishop)‏ هو محامي وقاضي وسياسي أمريكي، ولد في 13 مارس 1834 في ميدفيلد في الولايات المتحدة، وتوفي في 7 أكتوبر 1910 في نيوتن في الولايات المتحدة. حزبياً، نشط في الحزب الجمهوري. وقد انتخب عضو مجلس نواب ماساتشوستس.